# Affaire Henri Pacchioni
 (novembre 2019).
L'affaire Henri Pacchioni, appelée « l’affaire Michèle Moriamé » avant qu’il y ait eu condamnation, est une affaire criminelle française datant du 1er avril 1989, dans laquelle Michèle Moriamé disparaît. Son ex-compagnon Henri Pacchioni est reconnu comme l'auteur des faits. Les faits eurent lieu au domicile de la victime.

## Contexte des faits
Le 29 mai 1989, la mère de Michèle Moriamé se rendait à la gendarmerie de Marignane, non loin de Marseille, car elle s'inquiétait de ne pas avoir de nouvelles de sa fille depuis environ deux mois. 
L’enquête se tourne alors vers Henri Pacchioni, son ancien compagnon, avec qui elle a eu Émilie, une petite fille atteinte de divers troubles cognitifs. Bien que séparés, ils vivaient sous le même toit afin de s’occuper au mieux de leur fille. Malgré tout, Michèle avait confié à sa mère qu’elle se méfiait de lui, qu’il avait déjà été violent envers elle. L’enquête montrera également qu’elle avait déjà rédigé son testament, fait plutôt rare pour une femme qui n’a pas encore 30 ans. 
Ces témoignages sont minimisés par Henri, qui affirme que Michèle avait l'habitude de disparaître sans laisser de nouvelles, qu'elle avait un comportement tel qu’elle était surnommée la « Pomponette » (référence au film La Femme du boulanger de Marcel Pagnol, où le boulanger se plaint du comportement volage de sa femme en s’adressant à la chatte, qui se nomme Pomponette).  
Toutefois, la disparition remonte au 31 mars. Interrogés, des voisins disent avoir effectivement entendu des cris ce soir-là. Les recherches amènent à la découverte d'un nouveau protagoniste faisant partie de la vie de Michèle, avec qui elle aurait prévu de se marier très prochainement. 
Au cours de la suite de l’enquête, le caractère violent de Pacchioni ressort, et des témoignages indiquent de nombreux antécédents. Une main courante avait d’ailleurs été déposée contre lui. Devant l’accumulation des soupçons, il est placé en garde à vue le 18 octobre 1989, à Marseille. 

## Inculpation et tentative de suicide
Lors de la garde à vue, Henri Pacchioni reconnaît avoir donné une gifle à Michèle, la faisant tomber. Elle serait morte à la suite d’un traumatisme crânien, sa tête ayant heurté un objet au cours de sa chute. Par la suite, il dira avoir jeté le corps dans le canal de Marignane, mais aucune trace de Michèle n’a jamais été retrouvée. 
Pacchioni est alors inculpé pour homicide volontaire. En prison, il tente de mettre fin à ses jours en s’immolant par le feu, et en sortira brûlé au troisième degré sur 50% de surface corporelle. Cela lui vaudra un an et demi de soins en milieu hospitalier, en l’attente de son procès.

## Cavale et arrestation
Le 25 juin 1991, à l’ouverture de son procès, l’accusé plaide coupable. Simultanément, un corps est retrouvé dans un étang proche du domicile de Michèle. Il est très difficilement identifiable, ayant subi de multiples amputations et séjourné longuement dans l’eau. Devant l’impossibilité de savoir s’il peut s’agir de Michèle, le procès est renvoyé en attendant de plus amples résultats.
Trois mois plus tard, alors qu’il était encore hospitalisé, Pacchioni s’évade et s’enfuit chez sa mère, où il récupère sa fille Émilie avant de partir pour la Sardaigne. Ensuite, ils partent vivre au Brésil, où il travaille dans les émeraudes, puis au Zaïre, où il achète des diamants. En France, la médecine légale a parlé : le cadavre retrouvé dans le canal est de sexe masculin, il sera totalement identifié par la suite et n’a aucun rapport avec l’affaire.
Pendant quatre ans, le fugitif et sa fille restent introuvables. Mais, en janvier 1996, il se rend dans les Bouches-du-Rhône, contraint par ses « affaires », et fait l’objet d’un banal contrôle de gendarmerie au cours duquel l’un des agents le reconnaît. Il est donc arrêté, et avouera alors avoir étranglé Michèle. 
En octobre 1996, lors du procès, devant la Cour, il nie tout en bloc. Une fois aux assises, Henri Pacchioni fait cette déclaration : « Je dois vous dire la vérité. Je ne sais pas ce qui est arrivé. Je n’y étais pas. » Il nie les faits, sous-entendant un secret impossible à révéler, « par peur ». Il ajoute « Je ne veux pas qu’un jour, on dise à ma gosse que j’ai tué sa mère ».
Condamné à douze ans de détention, il est libéré en 2001. Il vit alors à Marseille avec Émilie, souhaitant retourner au Brésil afin qu’elle y bénéficie d’une meilleure prise en charge. À Frédérique Lantieri, celui qui est désormais un vieil homme n'avoue qu'une seule chose : « J'ai toujours fait le maximum pour Émilie ».

## Couverture médiatique
Cette affaire fut largement couverte médiatiquement. Encore aujourd'hui, l'épopée criminelle du Marseillais fait l'objet de nombreux reportages de télévision ou d'articles de presse.
Remise au goût du jour en août 2015 dans une émission télévisée traitant de l'affaire, le cas singulier de Pacchioni n'a pas manqué d'interpeller nombre de curieux et a conduit à des débats houleux, notamment sur les réseaux sociaux. La culpabilité du père de famille se verra même questionnée, certains internautes réclamant expressément qu’il soit blanchi.

### Documentaires télévisés
- « Henri Pacchioni, Pour les yeux d'Émilie » le 17 mars 2013 dans Faites entrer l'accusé présenté par Frédérique Lantieri sur France 2[1].
- « Prêt à tout pour ma fille » le 29 mars 2013 dans Suspect n° 1 sur TMC.
- « Prêt à tout pour ma fille » (deuxième reportage) le 3 mai 2014 dans Chroniques criminelles sur NT1.

### Émission radiophonique
- « Henri Pacchioni » le 7 avril 2017 dans Hondelatte raconte de Christophe Hondelatte sur Europe 1.